# How High the Moon
«How High the Moon» es una canción estándar de jazz compuesta por Nancy Hamilton, con arreglos musicales de Morgan Lewis. Fue presentada por primera vez en 1940 en la revista de Broadway Two for the Show, donde fue interpretada por Alfred Drake y Frances Comstock. La primera versión fue grabada el 7 de febrero de ese año por Benny Goodman y su orquesta, y publicada por Columbia Records bajo el número de catálogo 35.391, incluyendo en la contracara «Fable of the rose».
El Trío Les Paul grabó una versión lanzada como V-Disc 540B con una introducción relatada que se publicó en noviembre de 1945 por el Departamento de Guerra de Estados Unidos. En 1948, el director de orquesta Stan Kenton alcanzó cierto éxito con su versión del tema. La grabación, que contó con la voz de June Christy, fue lanzada por Capitol Records con los números de catálogo 911, incluyéndose en su lado B la canción «Willow Weep for Me» y 15.117, llevando en la contracara el tema «Interlude». Alcanzó el puesto #27 del ranking de mejores ventas elaborado por la revista Billboard el 9 de julio de 1948, durante una semana.
La versión más popularizada es la de Les Paul y Mary Ford, del 4 de enero de 1951. La grabación fue lanzada por Capitol Records como sencillo bajo el número de catálogo 1451, en la otra cara presenta el tema «Walkin' y Whistlin' Blues», permaneciendo durante 25 semanas a partir del 23 de marzo de 1951, en el puesto #1 de la lista Billboard y posteriormente reeditada bajo el número de catálogo 1675, con «Josephine» en el lado B.
La canción fue interpretada en varias oportunidades por Ella Fitzgerald, convirtiéndose, junto con «Oh, Lady Be Good!», en un clásico de dicha artista, quien la cantó por primera vez en el Carnegie Hall el 29 de septiembre de 1947. Su primera grabación se registró el 20 de diciembre de ese año y fue publicado por Decca Records, con el número de catálogo 24387, incluyendo en la contracara «You Turned the Tables on Me». La versión incluida en su álbum de 1960, Ella in Berlin: Mack the Knife, resultó ser la más aclamada, recibiendo el Premio del Salón de la Fama de los Grammy en 2002, una distinción especial introducida en 1973 para honrar las grabaciones con al menos veinticinco años de antigüedad y que cuenten con una "importancia cualitativa o histórica".